# تنظيم الإسلام
تنظيم الإسلام هو منظمة إسلامية باكستانية تدعو إلى تطبيق القرآن والسنة في المجالات الاجتماعية والثقافية والقانونية والسياسية والاقتصادية للحياة؛ و«دحض الأفكار المضللة وفلسفة الحداثة».
برزت المنظمة كقوة محافظة قوية داخل باكستان، تعارض المنهج العلماني في الجامعات، وتعارض إقامة علاقات ودية مع الولايات المتحدة، وتقف ضد تدفق «القيم والرذائل الغربية» إلى باكستان. تنتهج منهج «المقاومة السلمية والمثابرة» لكسب أولاً «موطئ قدم كبير» وبناء الزخم في المجتمع.
تم تشكيل المنظمة من قبل المؤلف والعالم الإسلامي إسرار أحمد في عام 1975 بعد انفصاله عن الجماعة الإسلامية الباكستانية في عام 1957، وذلك لمعارضته دخول الجماعة الإسلامية في الانتخابات في باكستان.

## وصلات خارجية
- www.tanzeem.org
- www.quranacademy.com
- www.drisrarahmed.com| - ع - ن - ت إسلام سياسي في جنوب آسيا | - ع - ن - ت إسلام سياسي في جنوب آسيا                                                                                                                                                                                                                                                                                                                                                                                                                                                                                                                                                                                                                                                                                                                                                                                       |
| ------------------------------------ | --- |
| عقيدة عامة                           | - إسلام سياسي - الوحدة الإسلامية - بريلوية - ديوبندية - سلفية وهابية |
| منظمات                               | - حزب التحرير - دار العلوم ديوبند - الدعوة الإسلامية - حركة الخلافة - حركة الخاكسار - دار العلوم الأحمدية السلفية - الجماعة الإسلامية الباكستانية - الجماعة الإسلامية الهندية - الجماعة الإسلامية البنغالية - جمعية علماء الهند - جماعة التبليغ - المنظمة الإسلامية لطلاب الهند - الحركة الإسلامية لطلاب الهند - حفظة الإسلام بنغلاديش - جمعية الطلبة الإسلامية - Bangladesh Islami Chhatra Shibir - مجالس العمل المتحدة - تنظيم الإسلام - جبهة جاتيا أويكيا الإسلامية - Islami Oikya Jote - جمعية علماء باكستان - جمعية علماء الإسلام - تحريك جعفرية باكستان - الجماعة الإسلامية في كشمير - طالبان - الحرس الوطني المسلم - جمعية أهل الحديث - جمعية تحريك أهل الحديث بنغلاديش - منظمة بنات الهند الإسلامية - الجبهة الشعبية الهندية                                                                                       |
| قادة                                 | - أحمد السرهندي - عبد الحميد خان بهشاني - قاضي سيد رافع محمد - سيد حياة الله - محمد قاسم النانوتوي - ميان طفيل محمد - أشرف علي التهانوي - أنور شاه الكشميري - محمود حسن الديوبندي - عبيد الله السندي - محمد علي جوهر - شوكت علي - محمد إقبال - عناية الله المشرقي - فضل الحق الأمين - حاجي شريعة الله - محمد إدريس کاندھلوي - أبو الأعلى المودودي - شاه أحمد نوراني - محمد ضياء الحق - قاري محمد طيب - نعيم صديقي - مولانا فضل الرحمن - غلام أعظم - مفتي محمود - محمد إلياس قادري - مطيع الرحمن نظامي - محمد حسين النجفي - بشير حسين النجفي - عارف حسين الحسيني - طاهر القادري - محمد تقي العثماني - محمد أسد الله الغالب - جلال الدين العمري - إسرار أحمد - أمين أحسن إصلاحي - جواد أحمد غامدي - قاضي حسين أحمد - دلوار حسين سعيدي - يوسف إصلاحي - محمد إلياس الكاندهلوي - نور الإسلام فاروقي - عزيز الحق - سافدار ناغوري |
| أحداث ونزاعات                        | - قوانين الحدود - استفتاء 1984 في باكستان - مسجد بابري - مشروع قانون الحسبة - مجلس الزكاة (باكستان) |